# ایلی-سو-نوی
ایلی-سو-نوی (به فرانسوی: Ailly-sur-Noye) یک کمون در فرانسه است که در Canton of Ailly-sur-Noye واقع شده‌است.

## خصوصیات
ایلی-سو-نوی ۲۵٫۳۵ کیلومترمربع مساحت و ۲٬۶۸۰ نفر جمعیت دارد و ۵۷ متر بالاتر از سطح دریا واقع شده‌است.